# Fantasma por Acaso
Fantasma Por Acaso é um filme brasileiro de 1946 dos gêneros "comédia" e "musical", dirigido por Moacyr Fenelon para a Companhia Atlântida. Com roteiro e história de José Cajado Filho, o filme marca a estréia no cinema de Renata Fronzi. Números musicais com Ciro Monteiro, Nelson Gonçalves, Edméia Coutinho e Gaó e Sua Orquestra, com canções de Ary Barroso, Ernesto Nazaré e J. Piedade.

## Elenco
- Oscarito...Zézinho ("José Sobrinho Filho") / Daniel Matos
- Mario Brasini...Rubens Miranda
- Vanda Lacerda...Clarice
- Beatriz Segall...Libânia
- Mary Gonçalves...Sonia Resende
- Armando Braga
- Eugênia Levy
- Luiza Barreto Leite
- Renata Fronzi
- Mara Rúbia
- Edméia Coutinho
- Armando Ferreira
- Zaquia Jorge

## Sinopse
Zézinho é idoso e solteirão mas assanhado com as mulheres, que trabalha como faxineiro no escritório carioca da Companhia de Aviação Albatroz. Depois de um dia de trabalho no qual levou uma bronca do patrão, o doutor Rubens, por chegar mais uma vez atrasado, ele é atropelado por um automóvel e morre.
Ao chegar ao céu, recepcionado por duas belas moças (interpretadas pelas vedetes Renata Fronzi e Mara Rúbia), Zézinho conhece Cândido, o pai falecido de Rubens e antigo proprietário da Albatroz. Cândido conta a Zézinho que antecipara a morte dele pois precisava de ajuda para livrar o filho de uma vigarista, Sonia. Zézinho então volta à Terra no corpo do empresário Daniel Matos, e passa a tentar fazer com que Rubens deixe a amante, ora lhe provocando ciúmes ao sair com a esposa Clarice, ora tentado desmascarar a vigarista a qual chama de "gold digger".

## Premiação
- Melhor filme, diretor e atriz (Mary Gonçalves) pela Associação Brasileira de Cronistas Cinematográficos , Rio de Janeiro, 1946.[2]